# François Gros (biologiste)
Pour les articles homonymes, voir François Gros et Gros.
François Gros, né le 24 avril 1925 à Paris et mort le 18 février 2022 dans la même ville, est un biologiste français,,. Il est l’un des pionniers de la biochimie cellulaire en France, en étant notamment un des codécouvreurs de l'ARN messager. Il a consacré sa carrière de chercheur et d’enseignant à l’étude des gènes et à leur rôle dans la régulation des fonctions cellulaires.
Professeur honoraire au Collège de France, membre de l’Institut, il fut également directeur de l’Institut Pasteur (1976-1982). Nommé conseiller auprès des Premiers ministres Pierre Mauroy puis Laurent Fabius (1981-1985) il fut notamment l’initiateur du premier grand colloque national consacré à la recherche scientifique dans la période d’après-guerre dont s’inspirera la Loi d’orientation scientifique (1983).
Élu correspondant (1977) puis membre (1979) de l’Académie des Sciences, il en devient le Secrétaire perpétuel (1991-2000).

## Biographie
François Gros né à Paris le 24 avril 1925, est le second fils d’Alexandre Gros, ancien combattant de la Grande guerre, et d’Yvonne Pauline Haguenauer, d’origine alsacienne. Entré dès son plus jeune âge au lycée Pasteur à Neuilly-sur-Seine il y recevra sa formation primaire et secondaire jusqu’en 1939.
La guerre l’éloignera de Paris avec une partie de sa famille et c’est au collège d’Honfleur puis à celui de Brive qu’il poursuit ses études secondaires et entamera sa formation préparatoire aux baccalauréats (Français, Philosophie-lettres, puis Philosophie-sciences),. Reçu aux certificats préparatoires à la licence en sciences naturelles (SPCN Botanique générale) à la faculté des sciences de Toulouse, il complétera sa formation universitaire de retour à Paris fin 1944 (chimie générale, physiologie générale).
Attiré par les sciences, notamment dans le champ de la biologie, il est admis à l’Institut Pasteur (1946) dans le service de biochimie que dirige alors le professeur Michel Machebœuf, connu pour ses recherches sur les interactions des lipides et des protéines.

### Carrière scientifique
L’époque des débuts de François Gros à l’Institut Pasteur coïncide avec celle où le monde prend connaissance des recherches sur la pénicilline dues à Alexander Fleming, lequel venait de partager le Prix Nobel, en 1945, avec le biochimiste anglais Ernst Boris Chain et le médecin australien Howard Walter Florey. C’est en effet, dans ce contexte qu’il se voit confier, par son chef de service, le soin d’étudier le mode d’action de la pénicilline sur le métabolisme des bactéries sensibles à cet antibiotique, puis un peu plus tard, d’étendre ses recherches à l’étude de la streptomycine, découverte par Selman Waksman.
Une fois soutenue sa thèse de doctorat (1952), François Gros effectue un séjour de recherches aux États-Unis, en premier lieu à l’Université d'État de l'Illinois, chez le professeur Sol Spiegelman puis à l’Institut Rockefeller de New-York chez le professeur Rollin Hotchkiss. À son retour en France, il rejoint l’Institut Pasteur (1954) dans le nouveau service de biochimie que dirige désormais Jacques Monod à la suite de la disparition brutale de Michel Machebœuf. Il y entame ses premières recherches sur la biosynthèse des acides ribonucléiques (ARN) et sur leur rôle dans la synthèse des protéines.
L’année 1961 marque une étape importante dans ses travaux. Invité par le professeur James Dewey Watson à venir effectuer un stage de recherches dans son laboratoire à l'Université Harvard, il parviendra à mettre en évidence, pour la première fois avec des chercheurs de ce laboratoire, l’existence des ARN messagers intermédiaires. Une découverte similaire réalisée quasi simultanément et indépendamment dans un laboratoire de la côte ouest des États-Unis (François Jacob, Sydney Brenner, Matthew Meselson) incitera les deux équipes à publier simultanément leurs travaux dans un même numéro du journal Nature.
En 1963, François Gros se voit proposer la direction du service de physiologie microbienne de l’Institut de biologie physico-chimique à Paris. Il y poursuivra, rejoint par divers chercheurs en provenance des États-Unis, ses travaux sur les ARN messagers (1963-1968) et mettra en évidence avec son collègue Michel Revel (1966) l’existence des protéines appelées également « facteurs d’initiation » jouant un rôle majeur dans le « démarrage » de la traduction génétique au sein des cellules (synthèse des protéines au contact de l’ARN messager et des ribosomes).
Élu professeur de biologie moléculaire à la faculté des sciences de Paris il y donne ses cours et anime une équipe de recherches (1967-1972). La mission lui est alors proposée par Jacques Monod, devenu directeur général de l’Institut Pasteur, d’y développer un nouveau service de biochimie. Accédant à cette demande il retournera à l'Institut Pasteur suivi par la plupart de ses collaborateurs tout en poursuivant son enseignement à la faculté des sciences jusque dans les années 1970
L’année 1972 voit se dessiner une nouvelle étape dans sa carrière d’enseignant et de chercheur. Élu professeur au Collège de France à la chaire de biochimie cellulaire, il y enseignera jusqu’en 1996 succédant au biochimiste et ancien recteur, Jean Roche et y développera de nouvelles recherches sur la différenciation neuronale.
En 1976, survient la mort de Jacques Monod dont il fut l’élève puis le collaborateur pendant de nombreuses années et dont l’influence sur la conception et la conduite de ses travaux fut déterminante. Élu directeur général, François Gros lui succède à la tête de l’Institut Pasteur (1976-1981).
L’année 1977 marque son élection à l’Académie des sciences, en qualité de correspondant (section Biologie moléculaire et génomique). Élu membre en 1979, il occupera par la suite le poste de secrétaire perpétuel (1991-2001), avant d’accéder à l’honorariat. Il appartient aujourd'hui à divers comités académiques ainsi qu’aux « conseils » de nombreuses fondations à vocation scientifique et humanitaire établies à l’Institut de France.
Lors de son mandat à l'Académie des sciences, il a été, en 1997, l’initiateur d’un important renouveau des échanges scientifiques et techniques avec les pays en développement, principalement en Afrique, en proposant la création du COPED (comité Pays en développement) dont il a assumé la présidence jusqu’en juin 2017.

### Principales missions en qualité de conseiller auprès du Premier ministre
Au début des années 1980 François Gros est appelé à Matignon pour y occuper, successivement, le poste de conseiller scientifique auprès des Premiers ministres Pierre Mauroy, puis Laurent Fabius. Il demandera que soit mis un terme à ses responsabilités à l’Institut Pasteur afin de se consacrer pleinement à ses nouvelles fonctions, mais poursuivra son enseignement au Collège de France. Une part importante de ses activités en qualité de Conseiller consistera initialement à organiser avec Philippe Lazar, directeur de l'Inserm, les « Assises nationales » et l’important colloque, consacrés à « l’Avenir de la recherche scientifique en France » Ce colloque, clôturé par le président de la République François Mitterrand, fut un prélude important à la loi d’orientation scientifique.
Plus tard, au début des années 1990, il se trouvera impliqué comme d’autres membres du gouvernement, dans l’affaire dite « du sang contaminé », en relation avec la question des tests immunologiques du SIDA (voir sous paragraphe dédié).
Son mandat auprès du Premier ministre lui fournit l’occasion de contacts réguliers avec le président François Mitterrand qui le consultait fréquemment sur diverses questions d’actualité se rapportant au développement des sciences et à l’essor des technologies nouvelles en particulier à celui des biotechnologies. Il accompagnera notamment le président de la République lors du voyage officiel qu’effectua celui-ci à Tokyo, voyage au cours duquel furent évoquées, avec l’empereur Hiro-Hito, les conditions d’une reprise des échanges scientifiques et techniques entre les deux pays, dans la période d’après-guerre. De retour en France, mission lui est confiée de prendre une part active aux échanges internationaux (en liaison avec Jacques Attali) concernant le nouveau programme du G7 « Technologie, Croissance, Emploi », dans la foulée des préconisations du Sommet de Versailles des pays industrialisés. C’est également dans ce cadre qu’il lui fut demandé par François Mitterrand, d’organiser et d’animer une rencontre des représentants officiels désignés par les pays du G7, visant à discuter des questions émergentes se rapportant à la bioéthique.
Une conséquence de ces missions sera en particulier de rapprocher François Gros des autorités japonaises et notamment du Premier ministre Yasuhiro Nakasone, dans la perspective de renforcer la coopération scientifique bilatérale. Au début des années 1990 fut créé à cet effet le « Conseil consultatif conjoint franco-japonais » afin d’examiner plus en détail les projets se rapportant à cet objectif. La responsabilité en est confiée pour le Japon au professeur Yoshikawa[Qui ?] et à François Gros pour la France. De fréquents échanges, sur des thèmes très variés intéressant le développement scientifique bilatéral, ainsi que les technologies se rattachant aux sciences de la vie, à la santé, à la protection de l’environnement ou aux énergies nouvelles en ont résulté, tant au Japon qu’à Paris.

#### Affaire du sang contaminé
Le scandale du sang contaminé, qui éclate en avril 1991 à la suite des articles de la journaliste Anne-Marie Casteret parus dans L'Événement du jeudi, révèle au cours des mois suivants, notamment par le rapport Lucas de l'IGAS de septembre 1991, l'attitude suivie par le cabinet ministériel du Premier ministre français de Laurent Fabius.
Le 9 mai 1985, une réunion interministérielle confidentielle menée par François Gros, en présence de Claude Weisselberg, conseiller du ministre de la santé Edmond Hervé, doit décider des modalités des tests de dépistage sur le territoire national face à la prise de conscience du danger dans les sphères médicales. François Gros a été informé sur ce sujet par Jacques Biot, autre membre du cabinet ministériel. Le coût des tests est évalué de 200 à 400 millions de francs pour la mise en place de la mesure sanitaire. Le ministère des Affaires Sociales et de la Solidarité Nationale, dirigé par Georgina Dufoix s'oppose à la prise en charge des tests par l'Assurance Maladie tout comme celui l'Économie, des Finances et du Budget. En outre, un risque industriel se dessine pour la commercialisation des tests : la firme américaine Abbott, ayant déposé son dossier d'agrément pour son test de dépistage le 11 février 1985, risque de dominer le marché national au détriment de l'Institut Pasteur qui a pris du retard avec sa filiale, Pasteur-production, dirigée par Jean Weber et ayant déposé son dossier le 28 février 1985. Le test de l'Institut Pasteur doit être commercialisé au prix de 23 francs contre 15 francs pour la firme Abbott qui cherche à s'imposer. Enfin, les centres de transfusion sanguine souhaitent conserver la possibilité de sélectionner le test le moins cher. La décision est prise par le cabinet du Premier ministre de ralentir l'obtention de l'homologation des tests Abbott et Organon auprès du Laboratoire National de la Santé afin de permettre à l'Institut Pasteur de conserver un avantage stratégique sur le territoire national,,,.
Le 21 juin 1985, le test ELISA de l'Institut Pasteur est validé par le Laboratoire National de la Santé, suivi le 24 juillet 1985 par celui d'Abbott et le 31 juillet par celui d'Organon,.
En 1992, au cours du premier procès, il reconnaîtra sous serment, le 26 juillet, que le cabinet ministériel a « cherché à donner sa chance au test Pasteur, sous la pression du ministère du Redéploiement industriel » dirigé à l'époque par Édith Cresson, afin de protéger les intérêts nationaux industriels et sur fond de contentieux non réglé entre l'Institut Pasteur et les firmes américaines sur la mise au point du vaccin contre l'hépatite B, L'Hevac B.
Il est mis en examen à la suite de l'instruction de la juge Marie-Odile Bertella-Geffroy qui est chargée de l'instruction de l'affaire, pour empoisonnement en compagnie de trente-deux autres prévenus, hommes et femmes politiques et des responsables de la haute administration, dont Louis Schweitzer, directeur du cabinet ministériel de Laurent Fabius au moment des faits.
L’instruction aboutira, après quinze ans de procédures juridiques qui ébranleront profondément la société française dans son ensemble, à un non-lieu général de la Cour de cassation le 18 juin 2003,,.

### Autres activités dans le cadre des relations scientifiques internationales
Quelle qu’ait été son importance, le Japon n'est cependant pas le seul cadre des échanges multinationaux liés à la prospective scientifique et technique auxquels ait contribué François Gros. Ainsi, dès le milieu des années 1960, après ses travaux sur les ARN messagers, il est appelé, par exemple, à donner une série de conférences en Inde (au India Institute de New Delhi, puis à Hyderabad). Plus tard, la coopération bilatérale entre les deux pays devait s’amplifier grâce à la création du CEFIPRA (centre franco-indien pour la recherche avancée). À l’instigation du président de la République Jacques Chirac et des autorités indiennes est créé le « Forum de dialogue franco-indien » dont François Gros devint membre. En 2000, il a reçu la médaille Nehru puis fut élu à l’INSA (Indian Science Academy) en tant que membre étranger.
Un autre terrain d’échanges scientifiques se présentera dans le cadre du Programme de coopération en biologie moléculaire à travers le programme franco-russe « Pompidou Brejnev », dont la responsable scientifique du côté français est le docteur Marianne Grunberg Manago. La plupart des biologistes moléculaires de France ont pris part à cet important programme qui s’est étalé sur plusieurs années.
À partir des années 1977, François Gros s’est rendu régulièrement en Chine, soit en tant que directeur de l'Institut Pasteur, soit pour des conférences scientifiques. Avec l’Institut Pasteur, et grâce au concours très efficace du biologiste M. H. Thang (chercheur de l’IBPC et de l’Hôpital Saint Antoine) s’est créé une association franco-chinoise pour la recherche scientifique. Aujourd’hui[Quand ?] existe une puissante fondation franco-chinoise, crée au sein des académies des sciences des deux pays et dont le professeur Jacques Caen (membre de l’Académie des sciences et ancien président de l’association franco-chinoise) a été l’animateur pour la partie française.
François Gros, dans les années 1980, a également siégé dans des commissions scientifiques européennes. Il est notamment élu avec le lauréat du prix Nobel de physique Ilya Prigogine, conseiller du Commissaire européen pour la Recherche scientifique, le professeur Antonio Ruberti. Toutefois, appelé à occuper le poste de secrétaire perpétuel de l’Académie des sciences (1991) il est conduit à réduire ses activités sur le plan international en particulier européen, tout en se consacrant désormais aux échanges scientifiques et culturels avec l’Afrique francophone (création et présidence du COPED, le comité « Pays en Développement » de l’Académie des sciences).

## Participations académiques
François Gros est Secrétaire perpétuel honoraire de l’Académie des sciences et membre ou membre associé de plusieurs académies ou sociétés savantes.
- Membre de l'American Academy of Arts and Science
- Membre de l'American Society of Biological Chemists
- Membre de l'Académie des Sciences de Paris
- Membre de l'Academy of Medical Sciences (Royaume-Uni)
- Membre associé de l'Académie d'Athènes
- Membre associé de l'Académie Royale de Belgique
- Membre de l’Académie des « 40 » (Italie)
- Membre de l'Indian National Science Academy
- Membre correspondant étranger de l'Académie vénézuélienne des Sciences Physiques, Mathématiques et Naturelles.

## Postes occupés
François Gros a occupé les postes suivants :
- Stagiaire de recherche au CNRS (1945-1946)
- Boursier Rockefeller : Laboratoire de Bactériologie (Université d'État de l'Illinois) et Institut Rockefeller (1953-1955)
- Maître de recherche au CNRS (1957-1962)
- Directeur de recherche au CNRS (1962-1968)
- Professeur à la Faculté des Sciences de Paris (Chaire de Biologie Moléculaire) (1968-1972)
- Président de l'UER de Biochimie, Université Paris-VII (1969)
- Président de la Commission de biologie cellulaire du CNRS (1971)
- Membre du Conseil scientifique de l'organisme européen pour la Biologie Moléculaire (ENMO) (1972)
- Membre du directoire du CNRS (1976)
- Professeur à l'Institut Pasteur, Chef du Service de Biochimie (1972-1995)
- Professeur au Collège de France dans la chaire de Biochimie cellulaire (1973-1996)
- Directeur général de l'Institut Pasteur (1976-1981)
- Directeur honoraire de l'Institut Pasteur (1982)
- Conseiller auprès du Premier ministre (1981-1985)
- Secrétaire perpétuel de l'Académie des Sciences (1991)

## Distinctions
François Gros est détenteur des décorations suivantes :
- 1964 : médaille d'or de l'Académie des Sciences Pontificales
- 1968 : prix de la Fondation Lacassagne
- 1969 : prix Charles Léopold Mayer de l’Académie des sciences
- 1978 :  Commandeur de l'ordre de la Couronne de chêne
- 1980 :  Commandeur de l'ordre royal de l'Étoile polaire
- 1981 :  Chevalier de l'ordre du Mérite agricole
- 1997 :  Commandeur de l'Ordre du Soleil levant
- 1999 : médaille Jawahalral NEHRU de l'Indian National Science Academy
- 2013 :  Grand officier de la Légion d'honneur
- 2017 :  Grand-croix de l'ordre national du Mérite[36]

## Articles scientifiques
François Gros est l’auteur ou coauteur de plus de quatre cents publications se rapportant à la biologie moléculaire, notamment à la formation et au rôle des acides ribonucléiques (1960).

## Ouvrages
- Avec François Jacob et Pierre Royer, Sciences de la vie et société, Paris, La Documentation française, 1978  (ISBN 2110003898).
- Les secrets du gène, Paris, Le Seuil, 1986  (ISBN 2020093251).
- La civilisation du gène, Paris, Hachette, 1989  (ISBN 2-01-014460-0) (BNF 36633758).
- L'ingéniérie du vivant, Paris, Odile Jacob, 1990  (ISBN 2738100805).
- En codirection avec Gérard Huber, Vers un anti-destin ? Patrimoine génétique et droits de l'humanité, Paris, Odile Jacob, 1992  (ISBN 2738101526).
- Regard sur la biologie contemporaine, Paris, Gallimard, 1993  (ISBN 2-07-032743-4) (BNF 35558324).
- Mémoires scientifiques. Un demi-siècle de biologie, Paris, Odile Jacob, coll. « Sciences », 2003 (ISBN 2-7381-1239-0).
- Les mondes nouveaux de la biologie, Paris, Odile Jacob, 2012  (ISBN 2738127207).
- De la pénicilline à la génomique: Portraits et rencontres , Paris, Odile Jacob, 2016  (ISBN 2738133355).